# Vratja vas
Vratja vas je naselje u slovenskoj Općini Apači. Vratja vas se nalazi u pokrajini Štajerskoj i statističkoj regiji Pomurju. 

## Stanovništvo
Prema popisu stanovništva iz 2002. godine naselje je imalo 82 stanovnika.